# Музика за плес
Музика за плес је музика компонована посебно да олакша или прати плес. Може бити или музички комад или део већег музичког аранжмана. Што се тиче изведбе, главне категорије су жива плесна музика и снимљена плесна музика. Иако постоје сведочанства о комбинацији плеса и музике у древним временима (на пример, на старогрчким вазама понекад су приказани плесачи у пратњи музичара), најранија западна плесна музика која се још увек може репродуковати са извесним степеном сигурности су старомодни плесови. У периоду барока, главни плесни стилови били су племићки дворски плесови (погледајте барокни плес). У ери класичне музике, менует се често користио као трећи став, иако у овом контексту не би пратио било који плес. Валцер је такође настао касније у класичној ери. Обе су остале део периода романтичне музике, који је такође доживео успон разних других националних плесних форми као што су баркарола, мазурка, екосез, балада и полонеза.
Модерна популарна плесна музика је првобитно настала из западне плесне и друштвене музике касног 19. века. Током раног 20. века, балски плес је постао популаран међу радничком класом која је посећивала јавне плесне сале. Плесна музика је постала изузетно популарна током 1920-их. Током 1930-их, званих свинг ера, свинг музика је била популарна плесна музика у Америци. Током 1950-их, рокенрол је постао популарна плесна музика. Током касних 1960-их дошло је до успона соул и Р&Б музике. Доминикански и кубански Њујорчани су крајем 1960-их створили популарни плес салса који је произашао из латино музичког жанра салсе. Успон дискотека раних 1970-их довео је до тога да денс музика постане популарна у јавности. До касних 1970-их развија се електронска плесна музика. Ова музика, направљена коришћењем електронике, је стил популарне музике која се обично пушта у ноћним клубовима, радио станицама, емисијама и рејвовима. Многи поджанрови електронске плесне музике су се развили.

## Порекло
Народна плесна музика је музика која прати традиционални плес и може бити у супротности са историјском/класичном и популарном/комерцијалном плесном музиком. Пример народне плесне музике у Сједињеним Државама је стара музика која се свира на квадратним плесовима и контра плесовима.

## Историјска музика за плес
Иако постоје потврде о комбинацији плеса и музике у древним временима (на пример, на старогрчким вазама понекад се приказују играчи у пратњи музичара), најранија западна плесна музика која још увек може да се репродукује са извесним степеном сигурности су преживели средњовековни плесови као што су кароли и естампи. Најранији од ових преживелих плесова су скоро исто толико стари колико и музички записи.

### По периоду
Ренесансна плесна музика је писана за инструменте као што су лаута, виола, табор, лула и сакбут.
У периоду барока, главни плесни стилови били су племићки дворски плесови (види барокни плес). Примери плесова укључују француски курант, сарабанду, менует и жига. Збирке игара су се често скупљале заједно као плесне свите.
У ери класичне музике, менует се често користио као трећи став у невокалним делима са четири става као што су сонате, гудачки квартети и симфоније, иако у овом контексту не би пратио било који плес. Валцер је такође настао касније у класичној ери, пошто је менует еволуирао у скерцо (дословно, „шала”; менует са бржим темпом).
Оба су остала део романтичног музичког периода, који је такође доживео успон разних других националистичких плесних облика као што су баркарол, мазурка и полонеза. Такође у ери романтичне музике, раст и развој балета проширио је композицију плесне музике на нову висину. Често је плесна музика била део опере.

## Популарна плесна музика
Модерна популарна плесна музика је првобитно настала из западне плесне и друштвене музике касног 19. века.

### По жанру
Плесна музичка дела често носе назив одговарајућег плеса, нпр. валцери, танго, болеро, кан кан, менует, салса, разне врсте жигова и брекдаун. Остали плесни облици укључују контраданс, меренге (Доминиканска Република) и ча-ча-ча. Често је тешко знати да ли је прво име музике или име плеса.
Баладе се обично бирају за успорене плесне рутине. Међутим, баладе су се обично сматрале супротном плесној музици у смислу њиховог темпа. Првобитно, балада је била и врста игре (отуда назив „балада”, од истог корена као „балска дворана” и „балет”). Баладе се још увек плешу на Фарским острвима.

#### Дансбанд
„Дансбанд“ („плесни бенд“) је термин на шведском за бендове који свирају неку врсту популарне музике, „дансбандсмусик“ („музика за плесне групе“), уз које се плеше са партнером. Ови термини су ушли у употребу око 1970. године, а пре тога су многи бендови били класификовани као „поп групе”. Ова врста музике је углавном популарна у нордијским земљама.

#### Диско музика
Диско је жанр денс музике који садржи елементе фанка, соула, попа и салсе. Био је најпопуларнији од средине до касних 1970-их, иако је касније имао кратка оживљавања. То је инспирисало жанр електронске плесне музике.

#### Електронска музика
До 1981. развија се нови облик плесне музике. Ова музика, направљена коришћењем електронике, стил је популарне музике који се обично пушта у ноћним клубовима за плесну музику, радио станицама, емисијама и рејвовима. Током свог постепеног опадања касних 1970-их, диско је потпао под утицај електронских музичких инструмената као што су синтисајзери. Први запажени потпуно синтетизовани диско хит био је „I Feel Love” Ђорђио Мородера и Пета Белоте са текстовима Доне Самер. Лупинг, семплирање и сегвеј као што се налази у дискотекама наставили су да се користе као креативне технике у транс музици, техно музици и посебно хаус музици.
Електронска плесна музика доживела је процват касних 1980-их. У Великој Британији, ово се манифестовало у плесном елементу Хациенда сцене Тонија Вилсона (у Манчестеру) и лондонских клубова као што су Делириум, Трип и Шум. Сцена се брзо проширила на Лето љубави у Ибизи, која је постала европска престоница хауса и транса.
Многи музички жанрови који су користили електронске инструменте развили су се у савремене стилове углавном захваљујући MIDI протоколу, који је омогућио рачунарима, синтисајзерима, звучним картицама, семплерима и бубњевима да међусобно комуницирају и постижу потпуну синхронизацију звукова. Електронска плесна музика се обично компонује помоћу синтисајзера и компјутера, а ретко има било какве физичке инструменте. Уместо тога, ово је замењено аналогним и дигиталним електронским звуцима, са 4/4 откуцаја. Међутим, многи продуценти ове врсте музике, као што су Дарен Тејт и MJ Cole, били су обучени за класичну музику пре него што су прешли у електронски медијум.